# Tournée di Tommaso Salvini all'estero

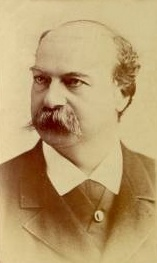
Tommaso Salvini

Con la seconda metà del XIX secolo si vanno attuando vari tagli alle sovvenzioni dei governi ai teatri della penisola.
I più grandi attori come Adelaide Ristori, per prima, Ernesto Rossi e Giacinta Pezzana si recano in tournée all'estero; anche Tommaso Salvini è tra i primi.

## (1869) Spagna e Portogallo
Nel 1869 ha la prima occasione di proporsi con la sua compagnia all'estero. Il 1º aprile a Barcellona è la prima meta,

qui assiste con piacere a una parodia della sua Morte Civile. Saragozza e Madrid le tappe successive, in ultimo a Siviglia Virginia Marini riscuote un buon successo.
La compagnia si sposta in Portogallo, il 29 maggio 1869 esordiscono al Teatro San Carlo di Lisbona

dove il Re Luigi del Portogallo assiste alle rappresentazioni, su richiesta di quest'ultimo, l'ambasciatore d'Italia organizza un incontro in cui gli viene conferita l'onorificenza dell'Ordine di San Giacomo della Spada.

Seguono Coimbra ed Oporto, per presenziare alla traslazione della salma di Clementina Cazzola nella cappella al cimitero in San Miniato lascia la compagnia e rientra a Firenze. Si ricongiunge con la compagnia a Barcellona, completate le rappresentazioni previste dalla tournée iberica, scioglie la compagnia e rientra in Italia.
Tornato a Firenze, ancora capitale, prosegue al Teatro Niccolini dove va in scena con Ulm il parricida, una nuova opera di Alessandro Parodi,

esperienza totalmente negativa sia in termini di pubblico che di critica, il critico Pietro Coccoluto Ferrigni

attribuisce la causa alla scarsa qualità dell'opera.

Al contrario, un'altra nuova tragedia italiana, l'Arduino d'Ivrea dell'avvocato Stanislao Morelli ha un buon successo di critica e di pubblico ed entra a far parte del suo repertorio.

Nell'autunno del 1869 è a Torino al Teatro Gerbino dove l'Arduino d'Ivrea, per la prima volta a Torino,

ottiene l'approvazione del critico della Gazzetta Piemontese per la sua interpretazione nonostante un giudizio negativo per l'opera in sé.

Ritorna a Torino nell'autunno del 1870 al Teatro Alfieri

per poi dirigersi verso Firenze

Fino a marzo del 1871

collabora con alcune compagnie, tra cui la compagnia Coltellini per varie piazze italiane Milano, Torino, Bologna e infine in aprile Roma.

## (1871) America del Sud

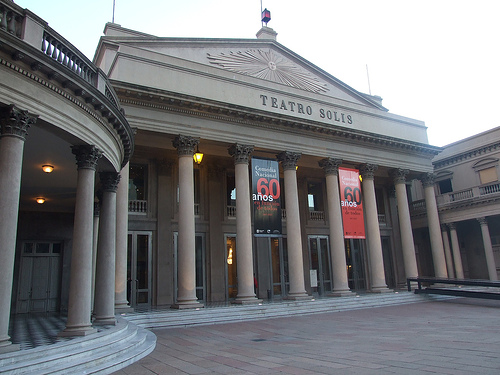
Teatro Solis Montevideo

La stagione con la compagnia da poco sciolta non aveva portato guadagni rilevanti, nel 1871 un impresario (Don Antonio Pestalardo) di Buenos Aires gli propone una tournée in Sud America, Salvini forma una nuova compagnia con Isolina Piamonti, il fratello Alessandro, Lorenzo Piccinini e altri.
Prima di iniziare la tournée allo scopo di affiatare la compagnia mette in scena dodici rappresentazioni a Bologna al termine delle quali si imbarcano sul vapore Italiano Isabella diretti a Buenos Aires. Durante una sosta a Gibilterra resta colpito da un locale, un moro, che per lui è fonte di ispirazione per l'Otello
«... ma dacché vidi quel superbo moro adattai anche i peli sul mento e cercai d'imitarne i gesti, le movenze, il portamento...»
Nell'estate del 1871, poco prima di giungere a destinazione vengono avvisati del diffondersi di un'epidemia di febbre gialla insorta a Buenos Aires, la compagnia sposta quindi il debutto a Montevideo in Uruguay che avviene al Teatro Solís con la Morte Civile. Anche Ernesto Rossi da Rio de Janeiro si sta dirigendo verso Montevideo.

Due mesi dopo, l'epidemia cessa e Salvini con la sua compagnia può recarsi Buenos Aires proseguendo poi per Rio de Janeiro. L'accoglienza, in particolare a Montevideo, è molto calorosa ed il risultato è un notevole successo.
Al rientro in Italia prosegue con alcune rappresentazioni nel carnevale 1872 al Teatro Valle di Roma, poi Bologna e Napoli, a Firenze

gli viene proposto di andare in scena al Teatro Umberto con Ernesto Rossi come Piliade nell Oreste, Salvini che non disdegna di lavorare con altri grandi artisti accetta volentieri.

Da marzo ad aprile del 1873 è al Teatro Carignano di Torino, esordisce con il Figlio delle Selve il 23 marzo,

poi l'Arduino di Ivrea, che questa volta ottiene dalla Gazzetta Piemontese la totale approvazione,

a fine aprile lascia Torino

## (1873) America del Nord e Cuba

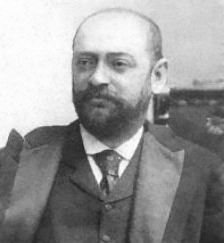
Maurice Grau

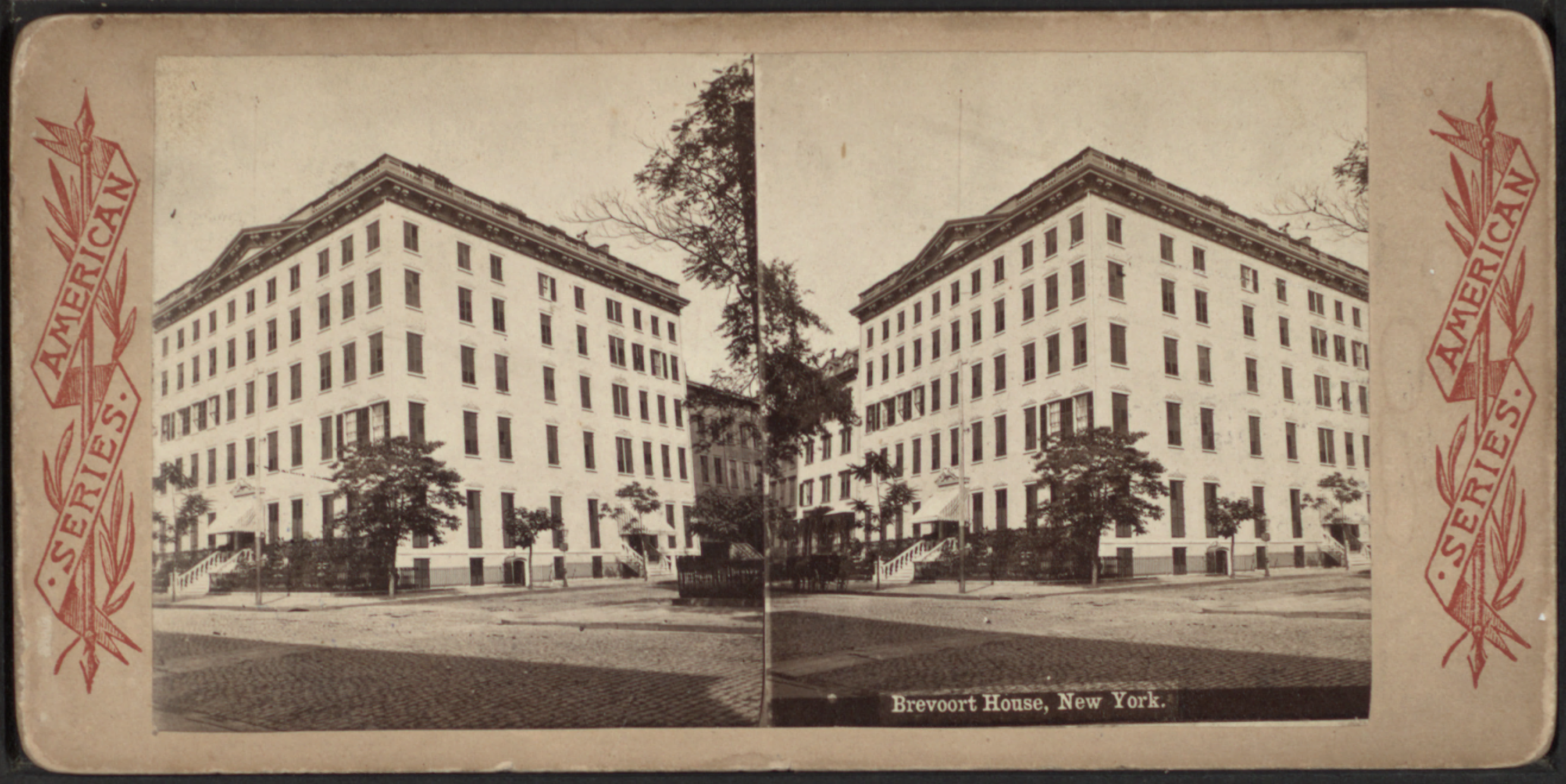
Everett House, New York, from Robert N. Dennis collection of stereoscopic views

Nel 1873 gli viene proposta una tournée in America del Nord dall'impresario Maurice Grau,
 prima di allora solo Adelaide Ristori vi era già stata. Il repertorio è quello ormai consolidato.
Compone una nuova compagnia di cui fanno parte il fratello Alessandro e Isolina Piamonti e come in precedenza dopo una prima serie di spettacoli di affiatamento

il 26 agosto 1873 lascia l'Italia per Le Havre dove si imbarcherà con la compagnia sulla nave Europa alla volta di New York. Giunto a destinazione il 10 settembre 1873 alloggia alla locanda Heverett-House.

A New York Maurice Grau ha fatto una forte campagna pubblicitaria, il The Daily Graphic per il suo arrivo gli dedica l'intera prima pagina.
Salvini è particolarmente colpito dalla vitalità Americana che gli ricorda la sua giovinezza negli anni della Repubblica Romana.
A New York il 16 settembre 1873 debutta con l'Otello, che oltre ad essere l'opera per cui è più noto è già conosciuta al pubblico Americano agevolandone così la comprensione, sono altresì in vendita i libretti con la traduzione del testo a fronte,
Inizialmente non ottiene un gran successo, la critica non è entusiasta come è solito, il pubblico è sempre numeroso ma non totalmente coinvolto.
Il New York Times apprezza la scelta dell'Otello fatta da Salvini ritenendolo adatto al debutto in quanto ritiene il personaggio centrato sull'azione di cui Salvini è un grande interprete. Il giornale ritiene, come Salvini, che l'opera agevola la comprensione di coloro che non parlano italiano, tuttavia solleva alcuni dubbi sull'aver «fatto di colore» il protagonista.
La critica del New York Times inizialmente mantiene qualche riserva, fanno eccezione l'Otello e la Francesca da Rimini in cui si riconosce a Salvini una gran forza ed eloquenza. Uno degli apptunti che gli vengono mossi è di vedere la sua recitazione di una "scuola realistica" e non di una "scuola di alto livello"
(Salvini in „La morte civile” New York Times, 27 settembre 1873)
Torna a New York dopo aver toccato Boston, alcune città minori e le principali.
A febbraio del 1874 è a New Orléans.
A febbraio del 1874 a Cuba è in corso una guerra, arrivato all'Avana un membro della compagnia viene colpito dalla febbre gialla e dopo essere stato curato guarisce.
Debutta al Teatro Tacón con l'Otello e ottiene un ottimo successo nonostante la situazione locale.
Il successo di pubblico è comunque discreto.
Salvini non gradisce Cuba anche per un episodio in cui una sedicente figlia lo rivendica come padre.
Il 24 aprile 1874 lascia Cuba, a maggio è a Boston, a giugno di nuovo a New York
La critica ed il pubblico oramai hanno lasciato ogni riserva ed anche il pubblico Nord Americano è conquistato.
Il 20 giugno con il Sullivan chiude la tournée Nord Americana con un intrito lordo dell'impresario di 150.000 dollari.
Lasciata New York si imbarca sull'Ontario e fa rotta verso Rio de Janeiro.

## (1874) America del Sud
Nel 1874 proveniente da New York debutta al Teatro Don Pedro di Rio de Janeiro con la Morte Civile, come di frequente, l'Imperatore Pietro II del Brasile assiste ai suoi spettacoli e gli conferisce l'onorificenza dell'Ordine della Rosa.
Prosegue quindi la tournée prima al Teatro Fluminense poi al Teatro Solís di Montevideo dove era stato acclamato nel 1871 da qui in Cile a Valparaíso e Santiago. Sulla via del ritorno, a Montevideo, nonostante i tumulti in città tiene una rappresentazione.
La compagnia si imbarca su una nave inglese. Giunto in Europa, Salvini si separa dalla compagnia, che prosegue per l'Italia, e si dirige a Parigi dove incontra l'impresario inglese Mapleson che gli propone una tournée a Londra.

## (1875) Inghilterra

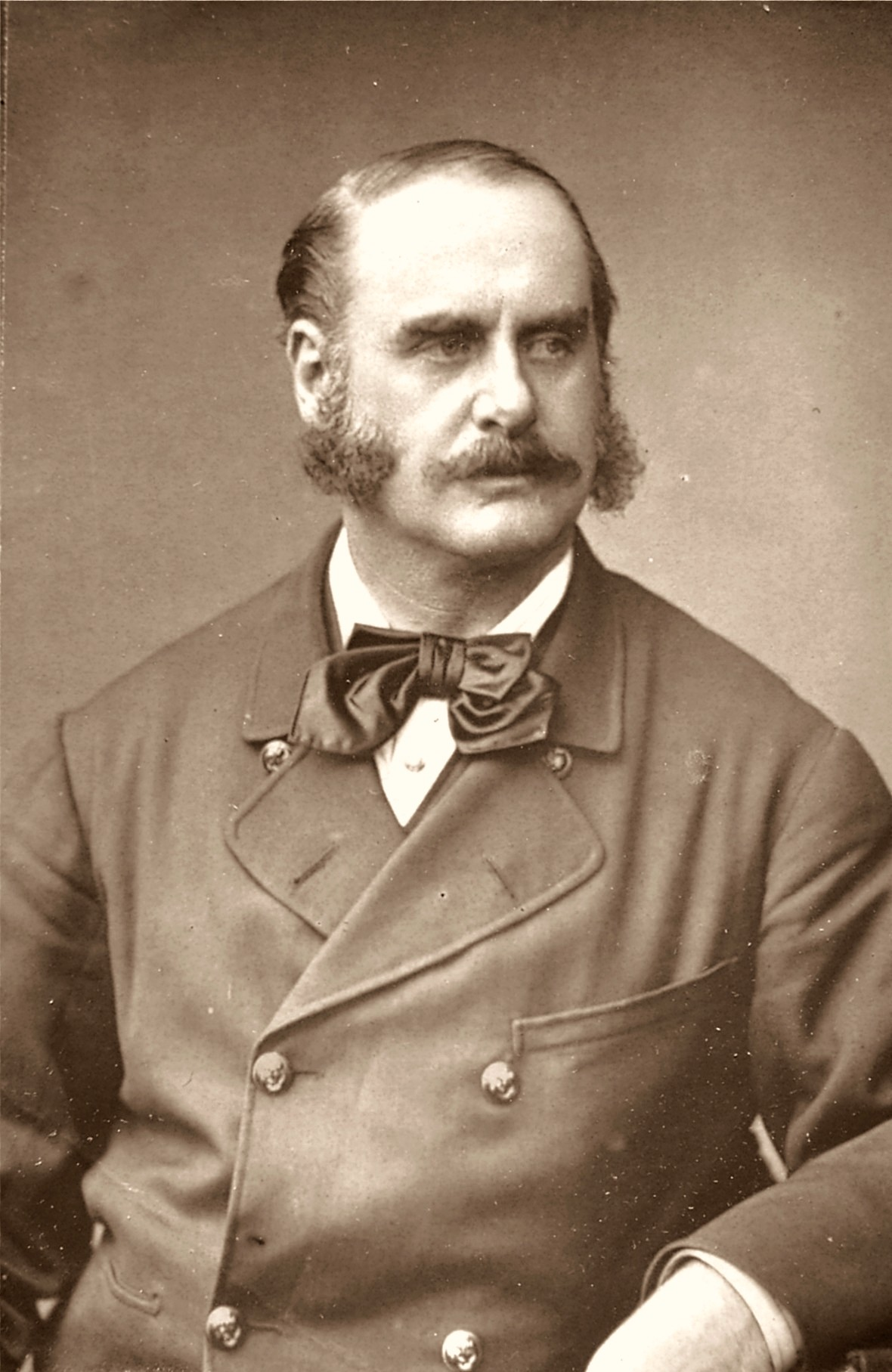
James Henry Mapleson

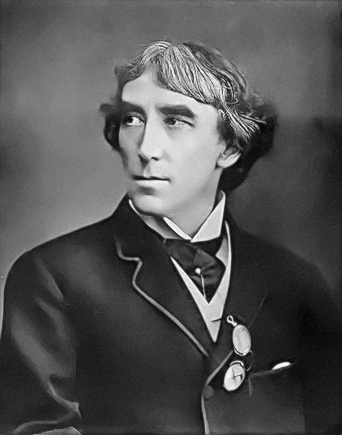
Sir Henry Irving

Nel 1875 accolta l'offerta di Mapleson per recitare al Drury Lane, in quindici giorni forma una compagnia e nell'accordo come repertorio ci sono Otello, Gladiatore e Amleto.
Arrivato a Londra al Teatro Lyceum il noto attore Henry Irving va in scena con Amleto, Salvini assiste allo spettacolo e trova Henry Irving sublime nei momenti più profondi dell'opera, ma quando Henry Irving deve frenare la violenza e trasmettere forza e veemenza , Irving gli pare troppo barocco e manierato, fa meno paura.
La stagione è un successo sia di pubblico che dalla stampa al Drury Lane come al Teatro Covent Garden, la scena della morte di Amleto è il punto di forza di Salvini.
Su richiesta di circa 500 attori che non potevano partecipare alle recite serali tiene anche un Amleto diurno che Salvini riterrà con quella di Napoli una delle performance più ispirate
«Mi diceva il Salvini : « non credo aver fatto mai così bene l'Otello come in quel giorno e una altra volta a Napoli, con la Cazzola. Mi sentivo ispirato. Mi pareva tutti i miei mezzi fossero raddoppiati, acuiti. Avrei voluto recitar sempre in tal modo»
Dal 1º aprile al 16 luglio 1875 ha messo in scena trenta volte Otello, quattro volte il Gladiatore, e per ultimo quattordici volte Amleto. L'eco dei suoi successi giunge in Italia, come riporta la Gazzetta Piemontese
Il 25 settembre 1875 sposa a Firenze la ventiduenne Carlotta Sharpe (Lottie Sharpe) ragazza ventenne che aveva conosciuto a Londra e che aveva studiato a Firenze con la figlia di Ernesto Rossi.
Salvini, aveva già fatto costruire la casa in via San Sebastiano (oggi Via Gino Capponi), ed aveva inoltre acquistato nel quartiere di Santa Croce il Teatro delle Logge poi diventato Teatro Salvini.
Nel febbraio 1876 è a Firenze dove va in scena con il Saul e la compagnia Belotti-Bon diretta da Cesare Rossi contattato dall'impresario Mapleson si accorda per una nuova stagione che ha inizio il 1º marzo 1876, la moglie, in attesa di un figlio (Cesare Salvini), resta a Firenze e il 15 maggio è al Queen's Theatre a Londra; qui, Salvini si ammala gravemente ed è costretto ad interrompere la tournée. Sciolta la compagnia, dopo essere guarito torna a Firenze transitando per Parigi e affitta una villa a Antignano dove trascorre la convalescenza con tutta la famiglia.

## (1877) Austria Germania Francia Romania Russia

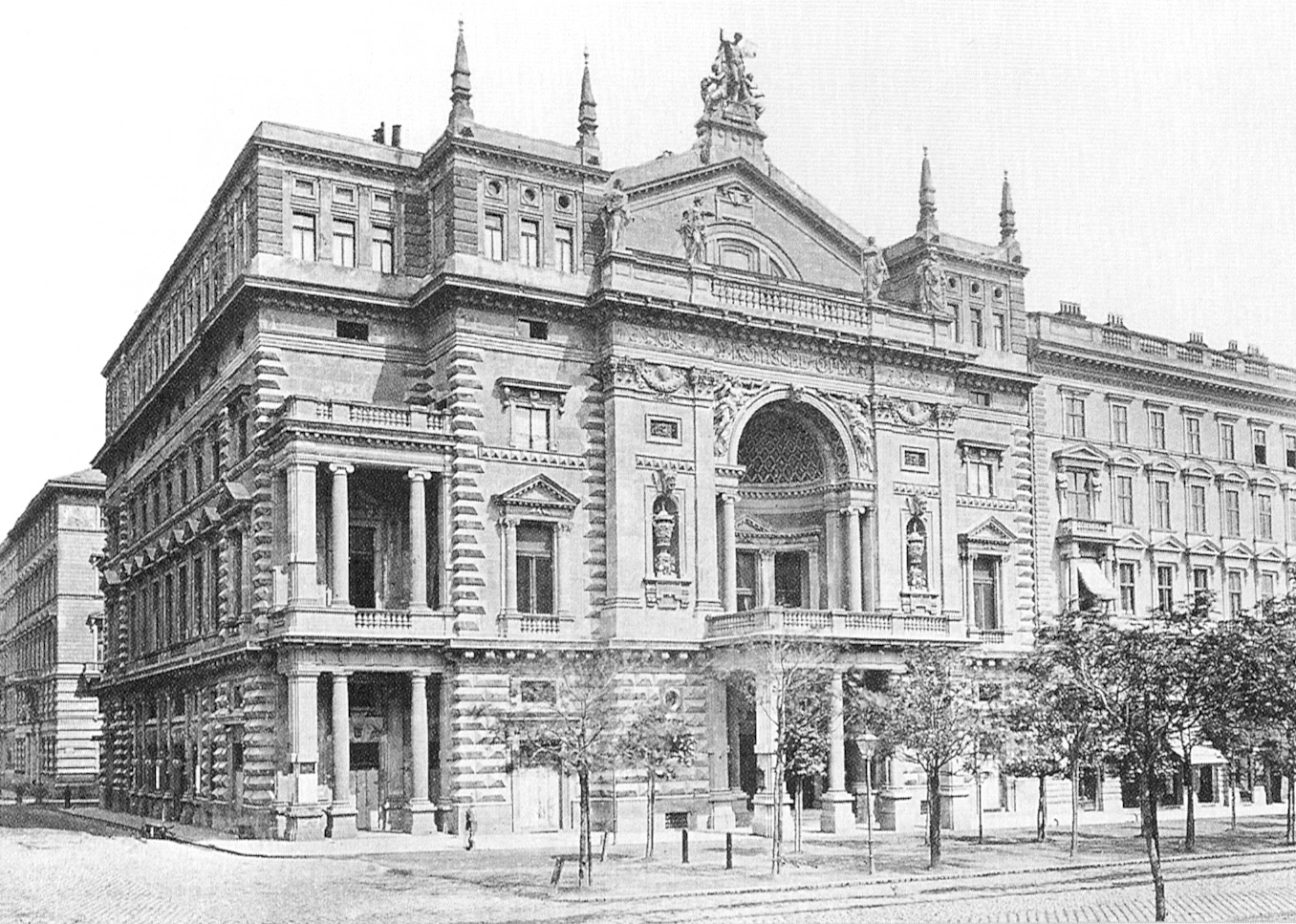
Il Ringtheater nel 1881

Nel 1877 dopo essersi ristabilito rientra a Firenze e organizza una nuova compagnia per recarsi in tournée in Austria e Germania.
Il 22 febbraio 1877 a Vienna al Ringtheater debutta con Otello, la barriera linguistica si fa sentire ma non impedisce di ottenere un buon successo.
A Vienna è presente l'imperatore Pietro II del Brasile, suo grande ammiratore, Salvini vi resta fino all'8 aprile. Il repertorio è: Otello, Amleto, Macbeth, Gladiatore, Morte Civile, Sullivan e Figlio delle Selve.
Da Vienna prosegue per Pest, Praga e a Berlino al Friedrich Theater, su richiesta della Principessa Vittoria si reca a Potsdam nel suo castello con il Sullivan; conclude la tournée a Trieste.
La compagnia è scritturata per tutto giugno per cui prosegue con quattro recite a Venezia a cui assiste Margherita di Savoia.
Rientrato a Firenze, con nuovi elementi, si sposta a Parigi dove, il 3 ottobre 1877 va in scena con la Morte Civile al Teatro Ventadour, segue Belgio e infine nuovamente a Parigi con undici repliche di cui cinque della Morte Civile.
È sempre più acclamato dal pubblico, nonostante ciò è critico nei riguardi della stampa e del pubblico francese, (come non ne ebbe per il pubblico italiano).
«Un giudizio sincero, indipendente, legittimo, non lo potrete mai ottenere dalla massa del pubblico francese. E se i trenta intelligenti non approvano, i più resteranno indifferenti. Ed è così della stampa. I giornali se favoriscono lo spettacolo, influiscono assai sull'opinione pubblica, e inducono la gente a recarsi in teatro, la quale resta persuasa bon grè, mal grè d'essersi divertita. Se è sfavorevole, il teatro brillerà per l'assenza degli spettatori. Per cui non è mai il pubblico che giudica, ma sono i 30 assidui intelligenti che si pronunziano, ed è la stampa che condanna od assolve.»
Nel 1877 riceve la proposta del direttore del teatro di Firenze, Cosimo Caiani, di recitare con Ernesto Rossi, Salvini accetta, ma Rossi rifiuta adducendo motivi di salute, a dicembre dello stesso anno è a Parigi.
A maggio del 1878 è a Pisa con la Morte Civile, compone una nuova compagnia in vista della nuova stagione che avrà inizio nel marzo 1879, nel mentre si occupa dei suoi vitigni, seppur malvolentieri si reca ancora a Parigi dove si tiene l'Esposizione internazionale di Parigi.
Il 13 novembre 1878 nasce la sesta figlia Elisa, Carlotta Sharpe, indebolita dal parto si ammala, e il 29 dicembre 1878 muore. Viene sepolta con rito protestante al Cimitero degli Allori in Firenze.
Crea una nuova compagnia e dal 1º marzo 1879 inizia una stagione tutta Italiana con le soli eccezioni di Trieste e Vienna dal 15 giugno 1879 all'11 novembre.
Un impresario ebreo gli propone una tournée in Romania e Russia per l'anno 1880.
Le prime recite sono a Pest e Odessa, dal 15 gennaio al 20 febbraio 1880 torna in Romania il 23 febbraio a Iași e prosegue per Galați, Brăila, e nella capitale Bucarest dal 20 marzo al 14 aprile. Il re Carlo I di Romania, gli conferisce l'onorificenza di Ufficiale dell'Ordine della Stella di Romania. Dopo Sarajevo il 20 aprile lascia la Romania e torna a Firenze dove riceve una proposta da un impresario, John Stetson del Globe Theatre di Boston, per una tournée in America del Nord.

## (1880) America del Nord

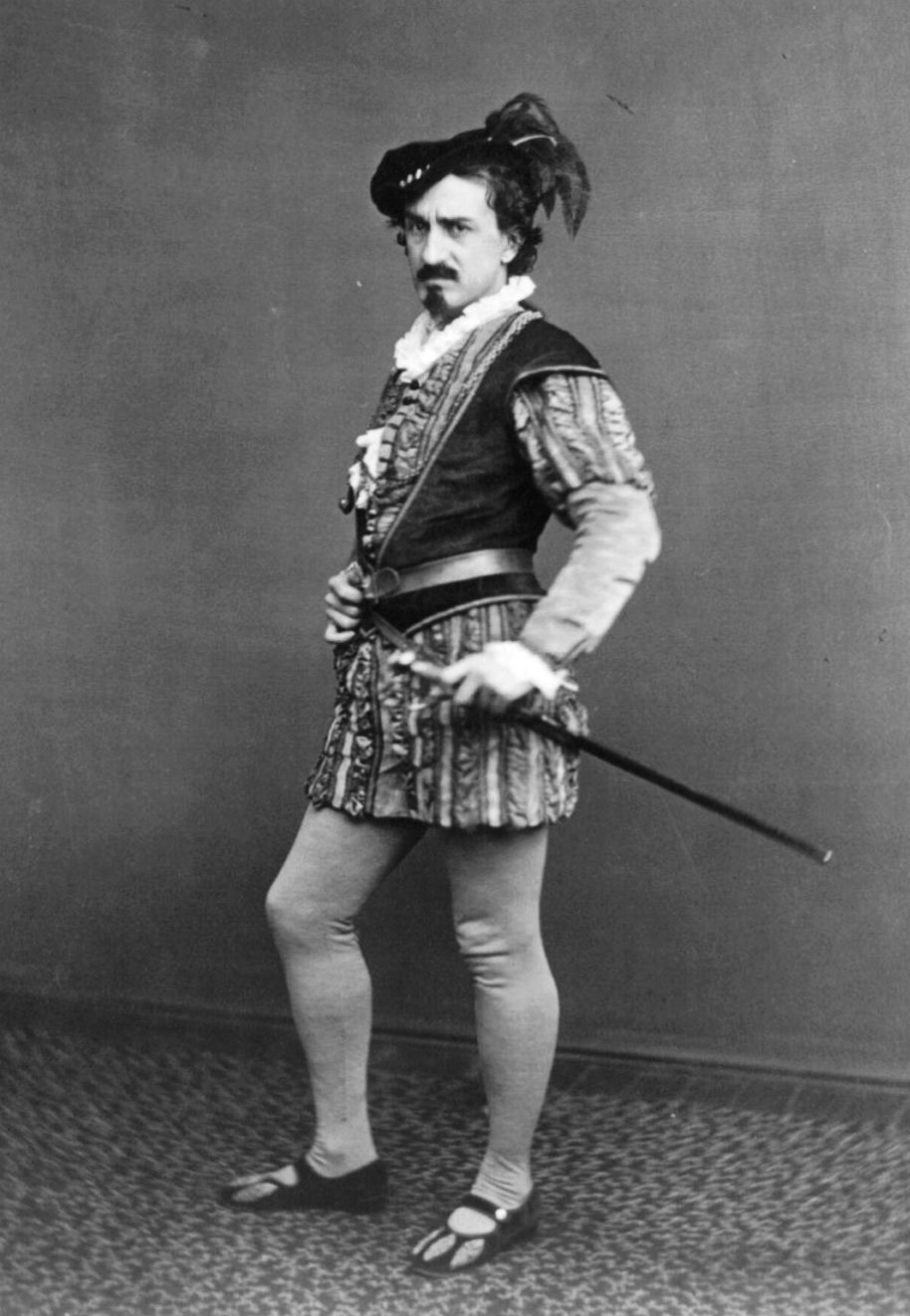
Edwin Booth

La proposta per una tournée in America del Nord che riceve nel 1880 da John Stetson del Globe Theatre di Boston è nuova e prevede che lui reciti in italiano con attori americani che reciteranno in inglese, questo per consentire al pubblico di seguire meglio l'opera.
Altri prima di lui che hanno tentato l'impresa hanno fallito ed anche Salvini teme la richiesta, trovare l'attacco non è cosa facile; mette in gioco la propria reputazione e accetta.
Il 19 agosto di questo stessa anno sul giornale Lo Sport di Napoli viene pubblicato, a firma Scalinger, un articolo che nel dualismo tra Tommaso Salvini ed Ernesto Rossi vede quest'ultimo prevalere.
«…ecco perché Salvini è cifra, ecco perché i suoi caratteri sono voluti e i suoi personaggi sono obbligati ad esser belli, a parlare melodicamente, ad atteggiarsi nel movimento più scultorio, più classico, ecco perché è Salvini che recita Otello,Orsomane, Macbetto, e non Otello, Orsomane, Macbetto che sono recitati da Salvini. Incontrastabilmente Salvini è il classicismo, è la cifra manierata dell'arte classica, ed è perciò l'interprete delle tragedie d'Alfieri, in cui i caratteri non divengono, non si formano sulla scena, in cui il personaggio è voluto in quello e in quell'altro modo…»
A sostenere con veemenza la tesi Salviniana interviene nel volume «Rossi o Salvini? Risposta ad un articolo del giornale lo SPORT di Napoli» Giovanni Emanuel, sotto lo pseudonimo John Weelman di Terranova, artista formatosi nella compagnia Luigi Belotti Bon e tra i primi interpreti di quella che sarà l'evoluzione naturalista di fine secolo.
Il 19 novembre 1880 è a New York ed alloggia sempre alla Everett House,

il debutto è previsto per il 29 novembre. Nelle prime prove dell'Otello dopo un buon inizio le temute difficoltà si avverano, dimentica o sbaglia le battute, fa una pausa, numera mentalmente tutte le battute e rientra in scena; tutto va alla perfezione, né lui né i compagni americani commettono errori. Con le successive prove l'intesa tra gli attori migliora ulteriormente, Salvini inizia a riconoscere gli attacchi dalle espressioni e da qualche battuta (nonostante la lingua inglese); arriva al punto di accorgersi se un attore sbaglia. Come dirà lui stesso
«Capivo le parole di Shakespeare e non quelle della lingua parlata ! …»
Debutta a Filadelfia, non senza timore, le prime scene dell'Otello non smuovono il pubblico, poi con la scena del Consiglio dei dieci iniziano gli applausi. La riuscita dell'impresa si diffonde in tutti gli Stati Uniti, e lo spettacolo in doppia lingua viene accettato ovunque.
In America gli impresari tengono aperto il teatro tutte le sere, gli attori non hanno quindi pause, Salvini disapprova questa stato di cose e forte del suo nome impone di fare al massimo quattro o cinque recite la settimana.
La tournée prosegue toccando anche il Canada,
a Boston la miglior impressione, l'Atene degli Stati Uniti come la definirà Salvini e a cui resterà legato come Montevideo lo fu per la calorosa accoglienza Boston lo è per la competenza della critica e del pubblico.
A Washington viene a conoscenza delle rappresentazioni di Edwin Booth a Baltimora che dista due ore e si reca ad assistervi.
Torna a New York con Otello, Macbeth e Gladiatore, due recite a Filadelfia, e con un totale di 95 recite la tournée è conclusa e i guadagni sono maggiori della precedente esperienza americana. Si imbarca per l'Europa, alla fine di maggio del 1881 arriva in Francia e dopo una sosta a Parigi torna a Firenze dove riceve una proposta per una tournée in Egitto per dicembre 1881 e gennaio 1882.

## (1881) Egitto e Russia

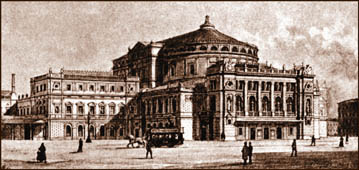
Teatro Mariinskij

Allestisce una compagnia scritturando gli attori per due mesi e il 3 dicembre 1881 debuttano ad Alessandria di Egitto con il suo usuale repertorio, dopo quattordici recite proseguono al Cairo.
Alla fine di gennaio rientra a Firenze e ricevuta una nuova proposta per la Russia, scrittura la compagnia Udine di Vincenzo Udine con Isolina Piamonti
La situazione politica e sociale della Russia dopo l'assassinio di Alessandro II, il regime si è fatto più repressivo e le modalità del controllo doganale gli lasciano un'impressione negativa
«Confesso che entrando la prima volta nella Capitale di quell'impero provai dell'apprensione che non sapevo da che provenisse. Io v'era stato invitato dalla Direzione dei Teatri Imperiali: avevo la veste d'artista straniero, e niun male poteva incogliermi; nullameno le vessazioni usate alla Compagnia, che guidavo, dai funzionari doganali alla frontiera russa, cominciarono a pormi nell'animo un disgusto indicibile»
Il 24 febbraio 1882 debutta al Teatro Mariinskij a Pietroburgo dove prima di lui era stato Ernesto Rossi anch'egli con il Shakespeare, Dopo ventotto recite in trentotto giorni alla fine di marzo si sposta a Mosca dove debutta con l'Amleto a cui seguono Macbeth, Re Lear, La Morte Civile e Il Figlio delle Selve.
Dopo undici recite fa ritorno a Firenze nell'aprile del 1882, un successo a detta del Corriere dell'Arno.
Qui, in vista della terza tournée in America del Nord, prevista per ottobre 1882, prepara Re Lear che prova nel teatro di cui è proprietario (Teatro Salvini già Teatro della Loggia)

## (1882) America del Nord

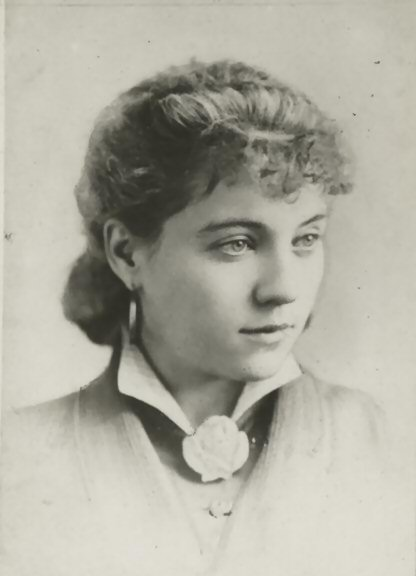
Clara Morris

Il 19 ottobre 1882 arriva a New York, alloggia sempre alla Everett-House, è l'impresario Chizzolà che organizza la terza tournée in America del Nord con una compagnia inglese, Clara Morris ha la parte di Rosalia nella Morte Civile, la tournée è ancora più remunerativa della precedente e le recite passeranno da novantacinque della precedente a centonove.
Rientra in Italia, e inizia a preparare il Coriolano nel mentre vengono proposte alcune recite a Roma (undici), a Trieste e a Firenze.

## (1883) Inghilterra e Scozia
Nel febbraio del 1883 con la stessa compagnia che lo aveva seguito nelle recite italiane si reca in Inghilterra dove oltre alle rappresentazioni tiene un corso di recitazione al Teatro Covent Garden.
Le prime recite, complice la stagione fredda, fanno rilevare un'affluenza inferiore alle aspettative.
Dopo ventuno recite di Otello, King Lear, Macbeth, Gladiatore e Amleto , si spostano a Edimburgo, qui la stagione è ormai più mite, e con miglior l'affluenza anche gli incassi iniziano a migliorare, la tournée prosegue e termina a Londra con l'Otello.
L'eco delle rappresentazioni Londinesi giunge fino in America, come riporta il The Daily Bee la potenza della su voce nell'Otello è il fattore che lo contraddistingue, lo stesso giornale riporta e conferma anche un vincolo che impone Salvini sul numero di rappresentazioni e la distanza fra esse.
Per garantirsi la disponibilità degli attori a novembre li blocca con metà onorario da fine maggio 1884 a novembre ed il 4 novembre conclude la stagione con quattro recite a Napoli, Messina, Palermo e Catania.

## (1885) Ucraina
Nel 1885 gli viene proposto di recarsi in Ucraina dove era già stato nel 1880, la piccola Russia come la chiama il Salvini, per recitare con attori locali, arrivato a Charkiv, sede della Università, trova un teatro in legno malmesso e due suggeritori, uno italiano che non parla russo e uno russo che non parla italiano. Il livello degli attori locali è molto scarso, li definirà «nucleo di Guitti». Il pubblico, abituato al livello locale, decreta comunque un successo, e non mancano di dimostrarlo:
«Appena mi videro, con grida assordanti, s'impossessarono di me, mi sollevarono sulle loro braccia, e mi portarono come un globo aereostatico fino alla carrozza, che mi attendeva fuori del teatro, gettandomi dentro come si getta una palla di gomma. Fo osservare che io peso 115 kilogrammi!»
Completa la tournée con Saratov, Tangarog, poi l'impresario di Kazan' scappa prima di pagare gli attori e Salvini è ben lieto di rientrare a Firenze.

## (1885) America del Nord

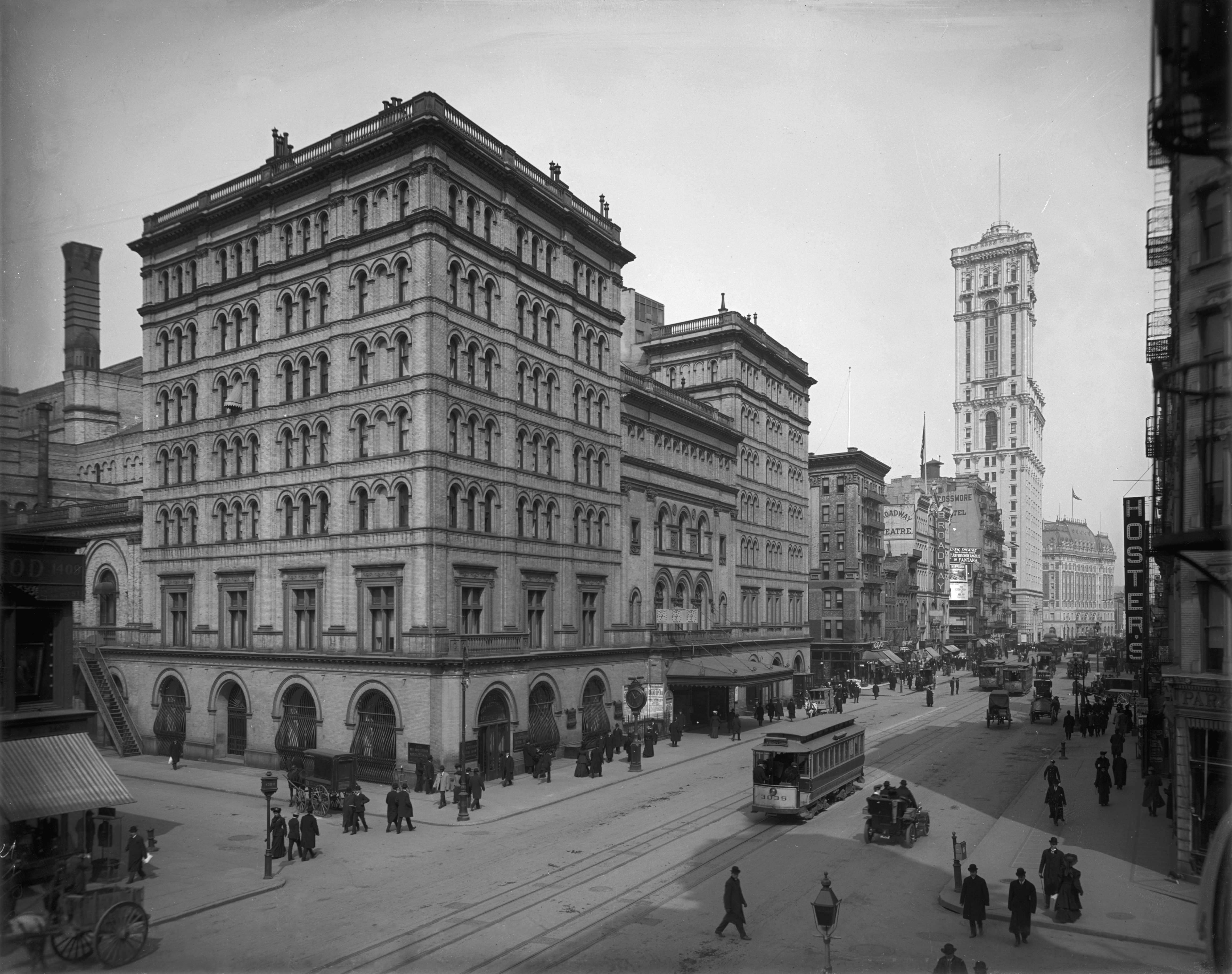
Il Metropolitan Opera House di New York City nel 1905

I riconoscimenti si susseguono, l'11 marzo 1885 viene nominato socio onorario della Accademia Filodrammatica,
a New York un milionario gli scrive chiedendogli il permesso di erigere a Firenze un monumento che lo raffiguri davanti al teatro di proprietà del Salvini, quest'ultimo gli nega il permesso.
Il 3 ottobre 1885 lascia l'Europa per New York le prime recite sono al Metropolitan Opera House dove porta per la prima volta il Coriolano. Le notizie che giungono in Italia, riportate dalla Gazzetta Piemontese sono di un netto successo, del Coriolano in particolare, ancora una volta la particolarità della recitazione in due lingue viene accettata.
Dopo aver girato come di consueto le città principali nel febbraio del 1886 si reca in California, le prime recite sono a San Francisco, a causa di un grave abbassamento di voce vengono sospese.
Durante la convalescenza riceve la notizia della morte a Viareggio

del fratello Alessandro per aneurisma.
Lasciata San Francisco l'impresario per il mancato incasso porta la compagnia per qualche città minore arrivato a New York accetta l'offerta di recitare nell Otello per tre settimane, a New York, Filadelfia e Boston nella parte di Jago con, Edwin Booth ed il figlio Alessandro, che recita in inglese

avendolo studiato in un collegio svizzero.
Su pressione degli impresari fanno un'ulteriore recita dell'Amleto per un totale di 12 rappresentazioni e 45 000 dollari di incasso.
Ritorna a Firenze, l'11 maggio 1887 va in scena al teatro delle Logge con Otello con Virginia Marini, i proventi dello spettacolo sono destinati al monumento di Ugo Foscolo in Santa Croce.
Sempre in Italia, recita al Teatro Valle di Roma dove oramai in cartellone vengono portati testi più moderni; Salvini porta con successo Otello, Saul e Ingomaro.
Con il 1888 riduce gli impegni e va in scena solo in occasione dell'anniversario del poeta Giovanni Battista Niccolini nel teatro omonimo, con Cesare Rossi porta il 3° atto del Saul nella parte del David,
parte che non sosteneva più da 40 anni, nonostante non abbia la giusta età per il personaggio, ha ancora l'approvazione del pubblico, in parte grazie al prestigio del suo nome.

## (1889) America del Nord
Nell'estate del 1889,
nonostante abbia intenzione di ritirarsi dalle scene fa la quinta ed ultima tournée in America del Nord, la stagione, come di consueto inizia il 1º ottobre e termina a fine aprile.
Arriva a New York il 29 settembre 1889
e il 10 debutta al Teatro Palmer di New York con il Sansone
portato in scena diciassette anni prima, tra gli attori Mary Brooklin, Virginia Buchanan, Giorgio Fawcett e il figlio Alessandro che si prende carico anche della direzione scenica.
Per sette mesi porta in scena 36 volte l'Otello, 35 volte il Sansone e 20 volte il Gladiatore, nell'ultimo mese la Morte Civile per 10 recite. A maggio si congeda definitivamente dal popolo americano pubblicamente sui giornali.
Sulla via del ritorno arriva a Londra dove la stagione non è ancora iniziata, transitando da Parigi fa ritorno a Firenze, qui al Teatro Niccolini è in scena la compagnia Maggi di Andrea Maggi per la stagione 1890 1891 e Salvini accetta l'offerta di interpretare la parte di Jago nell'Otello.

## (1891) Russia
Nel 1891 già intenzionato al ritiro dalle scene, riceve un'offerta dal principe Sergej Volkonskij direttore dei Teatri Imperiali, per recitare con la Compagnia imperiale a Pietroburgo e Mosca con attori Russi nel'Otello, Amleto e Morte Civile.
Il livello degli attori e il rigore della compagnia Imperiale sono le premesse per un contesto di alto livello lontano dalla precedente esperienza Ucraina.
Salvini accetta, e a Pietroburgo assistono all'Otello anche lo zar Nicola II e la Zarina Alessandra, lo Zar gli conferirà l'Ordine di San Stanislao di seconda classe.
È in questa tournée che Konstantin Sergeevič Stanislavskij assiste all'Otello a ventotto mentre sta completando la sua formazione di attore e regista.